# Polnische Meisterschaften im Skilanglauf 2016
Die Polnischen Meisterschaften im Skilanglauf 2016 fanden vom 19. bis zum 24. März 2016 in Szklarska Poręba statt. Ausgetragen wurden bei den Männern die Distanzen 10 km und 30 km und bei den Frauen 5 km und 15 km. Zudem wurden Sprint, Teamsprint und Staffelrennen absolviert. Bei den Männern gewann Maciej Staręga im Sprint, über 30 km, sowie im Teamsprint zusammen mit Paweł Klisz und mit der Staffel von UKS Rawa Siedlce. Außerdem siegte Dominik Bury über 10 km. Bei den Frauen holte Sylwia Jaśkowiec die Meistertitel im Sprint, zusammen mit Urszula Łętocha im Teamsprint und mit der Staffel von LKS Markam Wiśniowa Osieczany. Außerdem triumphierte Justyna Kowalczyk über 5 km und Urszula Łętocha über 15 km.

## Ergebnisse Herren

### Sprint Freistil
| Platz | Name             | Verein                 |
| ----- | ---------------- | ---------------------- |
| 1     | Maciej Staręga   | UKS Rawa Siedlce       |
| 2     | Paweł Klisz      | UKS Rawa Siedlce       |
| 3     | Jan Antolec      | LKS Poroniec Poronin   |
| 4     | Kamil Bury       | MKS Istebna            |
| 5     | Andrzej Pradziad | UKS Regle Kościelisko  |
| 6     | Kacper Antolec   | LKS Poroniec Poronin   |
| 7     | Bartłomiej Rucki | NKS Trójwieś Beskidzka |
| 8     | Patryk Borkowski | UKS Rawa Siedlce       |

Datum: 20. März

Es waren 41 Läufer am Start.

### Teamsprint klassisch
| Platz | Team                                                    | Zeit (min) |
| ----- | ------------------------------------------------------- | ---------- |
| 1     | UKS Rawa SiedlcePaweł Klisz Maciej Staręga              | 26:08,0    |
| 2     | LKS Poroniec PoroninKacper Antolec Jan Antolec          | 26:30,9    |
| 3     | MKS IstebnaDominik Bury Kamil Bury                      | 27:19,6    |
| 4     | UKS Regle KościeliskoMateusz Chowaniak Andrzej Pradziad | 27:30,9    |
| 5     | NKS Trójwieś BeskidzkaBartłomiej Rucki Mateusz Haratyk  | 27:36,3    |
| 6     | AZS ZakopaneMichał Lańda Jakub Twardowski               | 28:44,2    |

Datum: 23. März

Es waren 15 Teams am Start.

### 4 × 7,5 km Staffel
| Platz | Team                                                                                    | Zeit (std) |
| ----- | --------------------------------------------------------------------------------------- | ---------- |
| 1     | UKS Rawa SiedlceDamian Duk Maciej Staręga Daniel Iwanowski Paweł Klisz                  | 1:17:45,48 |
| 2     | MKS IstebnaMikołaj Michałek Dominik Bury Kamil Bury Szymon Najzer                       | 1:18:13,20 |
| 3     | UKS Regle KościeliskoMateusz Chowaniak Andrzej Pradziad Zbigniew Obrochta Łukasz Kunc   | 1:18:50,55 |
| 4     | NKS Trójwieś BeskidzkaBartłomiej Rucki Mateusz Haratyk Wojciech Fojcik Maciej Legierski | 1:19:10,97 |
| 5     | KS AZS-AWF KatowiceDawid Bril Wojciech Suchwałko Marcin Piasecki Kamil Cymerman         | 1:20:27,06 |

Datum: 24. März

Es waren 8 Teams am Start.

### 10 km klassisch
| Platz | Name              | Verein                     | Zeit (min) |
| ----- | ----------------- | -------------------------- | ---------- |
| 1     | Dominik Bury      | MKS Istebna                | 29:45,6    |
| 2     | Jan Antolec       | LKS Poroniec Poronin       | 30:04,8    |
| 3     | Maciej Staręga    | UKS Rawa Siedlce           | 30:28,3    |
| 4     | Mateusz Chowaniak | UKS Regle Kościelisko      | 30:54,7    |
| 5     | Paweł Klisz       | UKS Rawa Siedlce           | 30:55,5    |
| 6     | Andrzej Pradziad  | UKS Regle Kościelisko      | 31:01,9    |
| 7     | Bogusław Gracz    | LKS Witów Ski Mszana Górna | 31:21,9    |
| 8     | Mateusz Haratyk   | NKS Trójwieś Beskidzka     | 31:47,9    |
| 9     | Kamil Bury        | MKS Istebna                | 31:55,8    |
| 10    | Wojciech Fojcik   | NKS Trójwieś Beskidzka     | 32:37,6    |

Datum: 23. März

Es waren 37 Läufer am Start.

### 30 km Freistil Massenstart
| Platz | Name              | Verein                     | Zeit (std) |
| ----- | ----------------- | -------------------------- | ---------- |
| 1     | Maciej Staręga    | UKS Rawa Siedlce           | 1:16:40,57 |
| 2     | Jan Antolec       | LKS Poroniec Poronin       | 1:16:42,04 |
| 3     | Dominik Bury      | MKS Istebna                | 1:16:42,06 |
| 4     | Paweł Klisz       | UKS Rawa Siedlce           | 1:17:13,51 |
| 5     | Mateusz Chowaniak | UKS Regle Kościelisko      | 1:18:02,27 |
| 6     | Kacper Antolec    | LKS Poroniec Poronin       | 1:18:20,08 |
| 7     | Bogusław Gracz    | LKS Witów Ski Mszana Górna | 1:19:22,18 |
| 8     | Wojciech Fojcik   | NKS Trójwieś Beskidzka     | 1:20:39,62 |
| 9     | Bartłomiej Rucki  | NKS Trójwieś Beskidzka     | 1:21:21,33 |
| 10    | Daniel Iwanowski  | UKS Rawa Siedlce           | 1:22:08,12 |

Datum: 21. März

Es waren 42 Läufer am Start.

## Ergebnisse Frauen

### Sprint Freistil
| Platz | Name              | Verein                        |
| ----- | ----------------- | ----------------------------- |
| 1     | Sylwia Jaśkowiec  | LKS Markam Wiśniowa Osieczany |
| 2     | Urszula Łętocha   | LKS Markam Wiśniowa Osieczany |
| 3     | Marcela Marcisz   | MKS Halicz Ustrzyki Dolne     |
| 4     | Kamila Boczkowska | MKS Karkonosze Sporty Zimowe  |
| 5     | Klaudia Kołodziej | LKS Witów SKI Mszana Górna    |
| 6     | Agata Warło       | NKS Trójwieś Beskidzka        |

Datum: 20. März

Es waren 27 Läuferinnen am Start.

### Teamsprint klassisch
| Platz | Team                                                                 | Zeit (min) |
| ----- | -------------------------------------------------------------------- | ---------- |
| 1     | LKS Hilltop Wiśniowa-OsieczanySylwia Jaśkowiec Urszula Łętocha       | 32:00,5    |
| 2     | Mulks Grupa Oskar Tomaszów LubelskiKatarzyna Stokfisz Monika Skinder | 33:46,3    |
| 3     | MKS Halicz Ustrzyki DolneIzabela Marcisz Marcela Marcisz             | 34:08,1    |
| 4     | UKS Regle KościeliskoEmilia Nawara Justyna Pradziad                  | 34:18,1    |
| 5     | LKS Witów Ski Mszana GórnaJustyna Kołodziej Klaudia Kołodziej        | 36:14,1    |
| 6     | UKS Rawa SieldceJoanna Bronisz Daria Krupa                           | 37:16,8    |

Datum: 19. März

Es waren 9 Teams am Start.

### 4 × 5 km Staffel
| Platz | Team                                                                                        | Zeit (std) |
| ----- | ------------------------------------------------------------------------------------------- | ---------- |
| 1     | LKS Markam Wiśniowa OsieczanySylwia Jaśkowiec Weronika Kaleta Urszula Łętocha Iwona Piekarz | 1:01:20,15 |
| 2     | MKS Halicz Ustrzyki DolneMarcela Marcisz Zuzanna Konik Izabela Marcisz Andżelika Szyszka    | 1:03:42,97 |
| 3     | UKS Rawa SiedlceDaria Krupa Justyna Stefaniuk Kamila Borkowska Anna Bielecka                | 1:06:18,30 |
| 4     | MKS IstebnaMagdalena Kobielusz Eliza Rucka Joanna Kukuczka Natalia Sewastynowicz            | 1:06:31,63 |
| 5     | MKS Karkonosze Sporty ZimoweKamila Boczkowska Róża Łyjak Karolina Maruszek Patrycja Traczyk | 1:11:37,70 |

Datum: 24. März

Es waren 5 Teams am Start.

### 5 km klassisch
| Platz | Name              | Verein                              | Zeit (min) |
| ----- | ----------------- | ----------------------------------- | ---------- |
| 1     | Justyna Kowalczyk | KS AZS-AWF Katowice                 | 15:24,4    |
| 2     | Sylwia Jaśkowiec  | LKS Markam Wiśniowa Osieczany       | 16:35,0    |
| 3     | Martyna Galewicz  | KS AZS-AWF Katowice                 | 16:59,0    |
| 4     | Marcela Marcisz   | MKS Halicz Ustrzyki Dolne           | 17:25,5    |
| 5     | Urszula Łętocha   | LKS Markam Wiśniowa Osieczany       | 17:55,5    |
| 6     | Agata Warło       | NKS Trójwieś Beskidzka              | 18:52,3    |
| 7     | Klaudia Kołodziej | LKS Witów SKI Mszana Górna          | 19:03,9    |
| 8     | Daria Krupa       | UKS Rawa Siedlce                    | 19:10,6    |
| 9     | Justyna Pradziad  | UKS Regle Kościelisko               | 19:28,9    |
| 10    | Magdalena Czusz   | Mulks Grupa Oskar Tomaszów Lubelski | 19:32,5    |

Datum: 23. März

Es waren 25 Läuferinnen am Start.

### 15 km Freistil Massenstart
| Platz | Name               | Verein                              | Zeit(min) |
| ----- | ------------------ | ----------------------------------- | --------- |
| 1     | Urszula Łętocha    | LKS Markam Wiśniowa Osieczany       | 42:12,46  |
| 2     | Martyna Galewicz   | KS AZS-AWF Katowice                 | 42:16,82  |
| 3     | Agata Warło        | NKS Trójwieś Beskidzka              | 46:03,41  |
| 4     | Justyna Pradziad   | UKS Regle Kościelisko               | 46:03,48  |
| 5     | Andżelika Szyszka  | MKS Halicz Ustrzyki Dolne           | 47:24,12  |
| 6     | Katarzyna Stokfisz | Mulks Grupa Oskar Tomaszów Lubelski | 47:44,72  |
| 7     | Daria Krupa        | UKS Rawa Siedlce                    | 48:57,51  |
| 8     | Elżbieta Dorula    | LKS Poroniec Poronin                | 49:48,74  |

Datum: 21. März

Es waren 20 Läuferinnen am Start.